# Azeroth (álbum)
Azeroth es el primer disco de la banda de power metal, Azeroth, publicado en 2000. Fue producido por Charlie Bauerfeind.
El disco incluye 9 canciones con la participación de músicos invitados.

## Canciones
| Azeroth |                                |          |  |
| N.º     | Título                         | Duración |  |
| 1.      | «El dominio»                   | 1:14     |  |
| 2.      | «En agonía»                    | 4:00     |  |
| 3.      | «La salida»                    | 4:06     |  |
| 4.      | «Esclavo del tiempo»           | 5:51     |  |
| 5.      | «Campaña al desierto»          | 5:03     |  |
| 6.      | «En la frontera de toda razón» | 6:30     |  |
| 7.      | «El fin»                       | 3:36     |  |
| 8.      | «Historias de hoy»             | 7:07     |  |
| 9.      | «El ocaso de los reyes»        | 6:25     |  |